# Pontifício Conselho para os Leigos
O Pontifício Conselho para os Leigos (Pontificium Consilium pro Laicis) é o dicastério que assiste ao Sumo Pontífice em todas as questões que tem a ver com o aporte que os fiéis leigos dão a vida e a missão da Igreja, seja como pessoas individuais, ou seja, através das diversas formas de organizações que nasceram e que continuamente nascem na Igreja.
A origem do Pontifício Conselho para os Leigos se remonta a uma proposta formulada no decreto de Concílio Vaticano II sobre o apostolado dos leigos: Apostolicam Actuositatem, n. 26.
Seu nascimento oficial foi aprovado pelo Papa Paulo VI, em 6 de janeiro de 1967, com o Motu Próprio Catholicam Christi Ecclesiam. Já aos 10 de dezembro de 1976, com outro Motu Próprio Apostolatus Peragendi, Paulo VI reforma este conselho colocando-o entre os dicastérios da Cúria Romana. João Paulo II, como arcebispo de Cracóvia, foi por anos consultor deste pontifício conselho.

## Estrutura e Missão
Sua estrutura e suas competências foram definidas em suas linhas gerais a partir da Constituição Apostólica Pastor Bonus, de 28 de junho de 1998, que é o documento com o qual João Paulo II reorganizou a Cúria Romana.
A constituição estabelece que o Pontifício Conselho para os Leigos "é competente naquelas matérias, que são de incumbência da Sé Apostólica, para a promoção e a coordenação do apostolado dos leigos e, em geral, naquelas que concernem a vida cristã dos leigos enquanto tal" (art. 131).
Compete-lhe animar os leigos a fim de que participem na vida e na missão da Igreja do modo que lhes é próprio, quer como indivíduos quer como membros de associações, sobretudo para que cumpram a sua missão peculiar de permear de espírito evangélico a ordem das realidades temporais.
Favorece a cooperação dos leigos na instrução catequética, na vida litúrgica e sacramental e nas obras de misericórdia, de caridade e de promoção social.
O mesmo acompanha e dirige reuniões internacionais e outras iniciativas inerente ao apostolado dos leigos.
No âmbito da própria competência o Conselho trata tudo o que se refere às associações laicais dos fiéis; erige as que têm um caráter internacional e aprova ou reconhece os seus estatutos, salva-guardada a competência da Secretaria de Estado; quanto às Terceiras Ordens Seculares e cuida apenas daquilo que se refere à sua atividade apostólica.
Em setembro de 2016, suas funções foram transferidas para o novo Dicastério para os Leigos, a Família e a Vida.

## Jornadas Mundiais da Juventude
Este dicastério é responsável pela organização das Jornadas Mundiais da Juventude, criadas sob a inspiração do Papa João Paulo II, que fez muitos esforços para que a igreja se aproximasse da juventude.
As Jornadas da Juventude foram antecedidas de dois acontecimentos importantes: o primeiro encontro foi no dia 22 de abril de 1984, no Ano Santo da Redenção, quando João Paulo II, reuniu os jovens para celebrarem o seu jubileu particular, dentro das celebrações do Ano Santo. Nesta ocasião lhes entregou uma cruz que acompanha as jornadas até hoje; o segundo encontro foi no dia 30 de abril de 1985, quando João Paulo II se encontrou com os jovens por ocasião do Ano Internacional da Juventude, proclamado pela Organização das Nações Unidas (ONU).
Em 1985, o Papa escreve a Carta Apostólica Dilecti Amici, dedicada aos Jovens e no mesmo ano cria as Jornadas Mundiais da Juventude, celebradas todos os anos, sendo que de tempos em tempos é realizada a jornada especial em um país diferente.
Aqui vamos elencar somente as Jornadas feitas em países diferentes, sempre com a participação do Papa.
- 1987: II Jornada Mundial da Juventude (Buenos Aires - Argentina)
- 1989: IV Jornada Mundial da Juventude (Santiago de Compostela - Espanha)
- 1991: VI Jornada Mundial da Juventude (Częstochowa - Polônia)
- 1993: VIII Jornada Mundial da Juventude (Denver - Estados Unidos)
- 1995: X Jornada Mundial da Juventude (Manila - Filipinas)
- 1997: XII Jornada Mundial da Juventude (Paris - França)
- 2000: XV Jornada Mundial da Juventude (Roma - Itália), encontro realizado no contexto do Grande Jubileu. Foi o maior encontro em participação de jovens.
- 2002: XVII Jornada Mundial da Juventude (Toronto - Canadá)
- 2005: XX Jornada Mundial da Juventude (Colônia - Alemanha)
- 2008: XXIII Jornada Mundial da Juventude (Sydney - Austrália)
- 2011: XXVI Jornada Mundial da Juventude (Madrid - Espanha)
- 2013: XXVIII Jornada Mundial da Juventude (Rio de Janeiro - Brasil)
- 2016: XXXI Jornada Mundial da Juventude (Cracóvia - Polónia)
- 2019: XXXII Jornada Mundial da Juventude (Cidade do Panamá - Panamá)
- 2023: XXXIII Jornada Mundial da Juventude (Lisboa - Portugal), evento já pré-anunciado pelo Papa Francisco

## Presidentes
|             | Nome                              | Período     | Notas       |
| Presidentes | Presidentes                       | Presidentes | Presidentes |
| ----------- | --------------------------------- | ----------- | ----------- |
| 5º          | Stanisław Cardeal Ryłko           | 2003-2016   |             |
| 4º          | James Francis Cardeal Stafford    | 1996-2003   |             |
| 3º          | Eduardo Francisco Cardeal Pironio | 1984-1996   |             |
| 2º          | Opilio Cardeal Rossi              | 1976-1984   |             |
| 1º          | Maurice Cardeal Roy               | 1967-1976   |             |